# Malayo-Polynesische talen

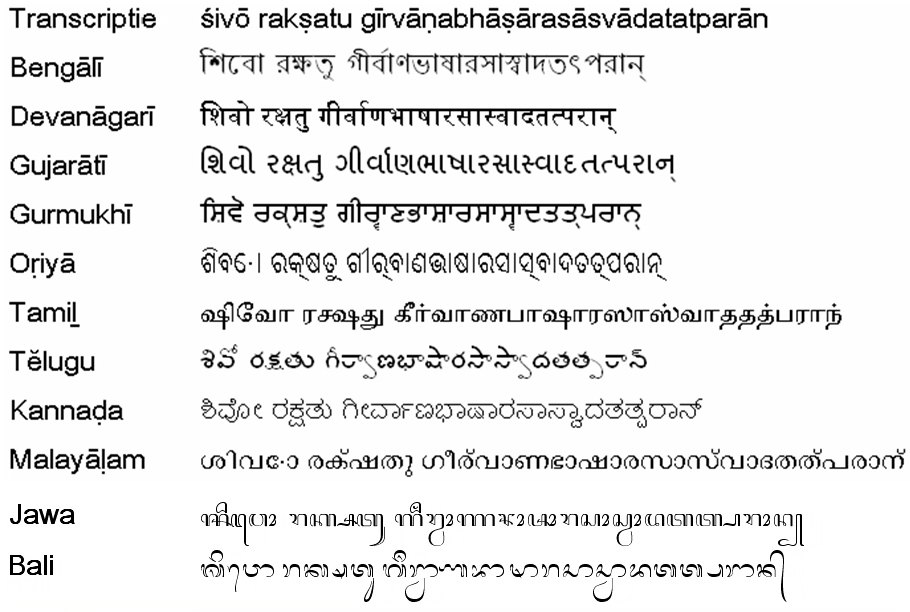
Het Balinees alfabet, vergeleken met het Devanagari en enkele andere schriften die ervan zijn afgeleid. Het Balinees is een Bali-Sasaktaal die in Indonesië wordt gesproken.

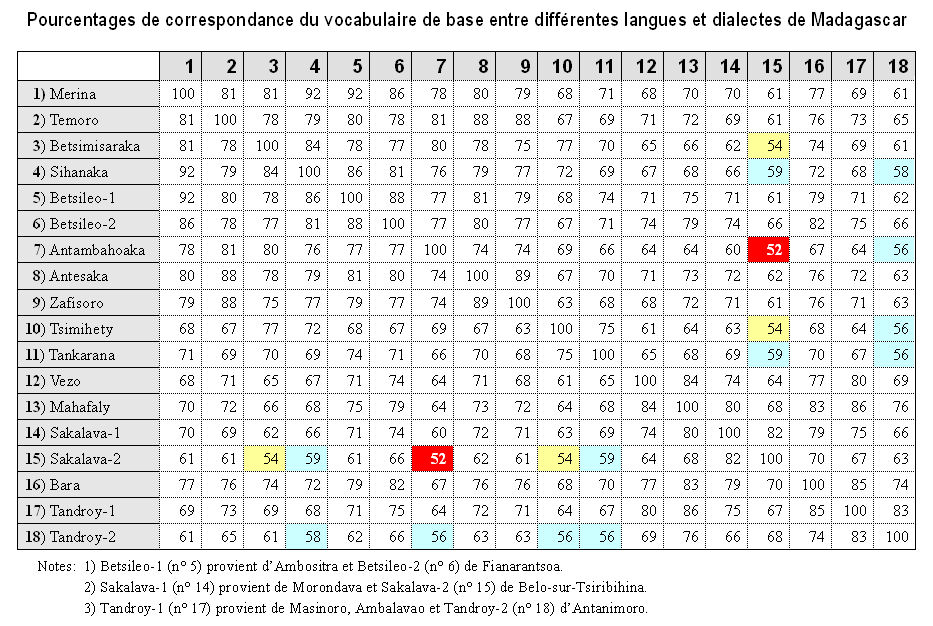
Intercommunicatie van Malagasitalen en -dialecten in Madagaskar (Franstalig). De Malagasitalen maken deel uit van de Oost-talen die op hun beurt Baritotalen zijn.

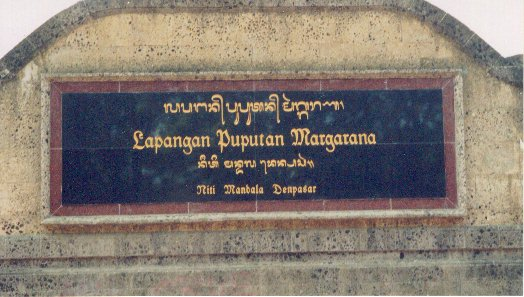
Gebruik van het Balinees alfabet in Denpasar (Bali, Indonesië).

De Malayo-Polynesische talen vormen een van de twaalf Austronesische taaltakken. Desondanks is het zo dat het bijna altijd een Malayo-Polynesische taal is als men over een Austronesische taal spreekt. Alle niet-Malayo-Polynesische Austronesische talen worden namelijk uitsluitend op het Taiwanese vasteland gesproken, voornamelijk door aboriginals. In alle landen waar Austronesische talen worden gesproken, worden Malayo-Polynesische talen gesproken.
In het Nederlands werd aanvankelijk gesproken van de Maleis-Polynesische talen, en deze benaming komt nog steeds veel voor, maar daarnaast vindt de oorspronkelijk Engelse vorm (Malayo-Polynesisch) ook in het Nederlands taalgebied ingang.
Deze taalfamilie houdt 1248 van de 1268 Austronesische talen in; de talen worden wijd verspreid gesproken in en rond de Indische Oceaan en de Grote Oceaan, voornamelijk in Azië (voornamelijk Zuidoost-Azië), Oceanië (overal) en Afrika (vooral Madagaskar), tevens in kleinere getale in Zuid-Amerika (Chili en Suriname) en Noord-Amerika (vooral de Verenigde Staten), en belangrijke minderheden in Europa.

## Classificatie
- Austronesische talen (1268)
  - Malayo-Polynesische talen (1248)

## Indeling
- Bali-Sasaktalen (3 talen)
  - Balinees
  - Sasak
  - Soembawarees
- Baritotalen (27 talen)
  - Mahakamtalen (2 talen)
  - Oost-talen (18 talen)
  - West-talen (7 talen)
- Celebestalen (115 talen)
  - Bungku-Tolakitalen (15 talen)
  - Gorontalo-Mongondowtalen (9 talen)
  - Kaili-Pamonatalen (16 talen)
  - Minahasaanse talen (5 talen)
  - Muna-Butontalen (12 talen)
  - Saluaans-Banggaitalen (6 talen)
  - Sangirische talen (5 talen)
  - Tomini-Tolitolitalen (10 talen)
  - Wotu-Woliotalen (5 talen)
  - Zuid-Celebestalen (31 talen)
- Centraal-Oostelijke talen (708 talen)
  - Centraal-Malayo-Polynesische talen (168 talen)
  - Ongeclassificeerde talen (1 taal)
  - Oost-Malayo-Polynesische talen (539 talen)
- Chamorro
- Filipijnse talen
  - Batanische talen (4 talen)
  - Centraal-Luzontalen (5 talen)
  - Noord-Mindorotalen (3 talen)
  - Noord-Luzontalen (40 talen)
  - Meso-Filipijnse talen (84 talen)
    - Centraal-Filipijnse talen (47 talen)
    - Palawanische talen (7 talen)
    - Zuid-Mindorotalen (4 talen)
    - Danaotalen (3 talen)
    - Manobotalen (15 talen)
    - Subanuntalen (5 talen)
    - Gorontalo–Mongondowtalen (9 talen)

  - Ati
  - Manide–Alabat
  - Kalamiaanse talen (3 talen)
  - Zuid-Mindanaotalen (5 talen)
  - Sangirische talen (4 talen)
  - Minahasantalen (5 talen)
  - Ongeclassificeerde talen
    - Umiray Dumaget
- Gajo
- Javaanse talen (5 talen)
  - Javaans
    - Caribisch Javaans
      - Surinaams-Javaans

  - Nieuw-Caledonisch Javaans
  - Osing
  - Tengger
- Kayaans-Muriktalen (17 talen)
  - Kayaanse talen (8 talen)
  - Modangtalen (2 talen)
  - Muller-Schwaner-Punantalen (6 talen)
  - Muriktalen (1 taal)
- Lampungische talen (9 talen)
  - Abungtalen (3 talen)
  - Pesisirtalen (6 talen)
- Landdajaks-talen (16 talen)
  - Ahe
  - Bekati'
  - Biatah
  - Benyadu'
  - Djongkang
  - Landdajaks
  - Lara'
  - Nyadu
  - Ribun
  - Sanggau
  - Semandang
  - Bukar Sadong
  - Jagoi
  - Sara
  - Tringgus
  - Kembayaans
- Madoerese talen (2 talen)
  - Kangeaans
  - Madoerees
- Malayische talen (70 talen)
  - Achinees-Chamische talen (11 talen)
  - Malayaanse talen (46 talen)
  - Malayisch-Dayaktalen (10 talen)
  - Maleise talen (1 taal)
  - Moklentalen
- Noordwest-talen (84 talen)
  - Melanau-Kajangtalen (13 talen)
  - Noord-Sarawakaanse talen (37 talen)
  - Rejang-Sajautalen (5 talen)
  - Sebahaanse talen (29 talen)
- Ongeclassificeerde talen (4 talen)
  - Gorap
  - Hukumina
  - Katabaga
  - Rejang
- Palause talen (1 taal)
  - Palaus
- Punan-Nibongtalen (2 talen)
  - Oostelijk Penaans
  - Westelijk Penaans
- Sama-Bajawtalen (9 talen)
  - Abaknontalen (1 taal)
  - Sulu-Borneotalen (7 talen)
  - Yakaanse talen (1 taal)
- Soendanese talen (2 talen)
  - Badui
  - Soendanees
- Sumatratalen (12 talen)
  - Bataktalen (7 talen)
  - Engganotalen (1 taal)
  - Mentawaitalen (1 taal)
  - Noordelijk talen (3 talen)